# Samantha Sloyan
Samantha Sloyan (Los Angeles, 4 gennaio 1979) è un'attrice statunitense, conosciuta per i ruoli in Grey's Anatomy, The Midnight Club , Midnight Mass e La caduta della casa degli Usher.

## Biografia
Samantha Sloyan è figlia degli attori James Sloyan e Deirdre Lenihan, uniti in matrimonio nel 1973. L'attrice è stata guest star in molte serie televisive tra cui The Beast, The Forgotten, Law & Order: LA e NCIS - Unità anticrimine. Ha inoltre interpretato il ruolo ricorrente di Jeannine Locke, una dipendente della Casa Bianca, nelle prime tre stagioni di Scandal. Ha poi recitato in un'altra serie televisiva prodotto da ShondaLand, Grey's Anatomy, nel ruolo della dottoressa Penelope Blake. È tra i protagonisti delle serie televisive Midnight Mass e The Midnight Club.
Nel novembre 2023, si aggiunge al cast del lungometraggio The Life of Chuck, diretto da Mike Flanagan, nonché adattamento dell'omonimo racconto dello scrittore statunitense Stephen King.

## Filmografia

### Cinema
- My Life with Morrissey, regia di Andrew Overtoom (2003)
- 3 Wise Women, regia di Scott Somerndike (2005)
- Shamelove, regia di Matt McUsic (2006)
- Autodoc, regia di Jonathan Whittle-Utter (2009)
- In the Key of Eli, regia di Phil Scarpaci (2011)
- Area 407, regia di Dale Fabrigar ed Everette Wallin (2012)
- Omicidio in Messico - La storia di Beresford (Murder in Mexico: The Bruce Beresford-Redman Story), regia di Mark Gantt (2015)
- Losing in Love, regia di Martin Papazian (2016)
- Fantastic, regia di Offer Egozy (2016)
- Il terrore del silenzio (Hush), regia di Mike Flanagan (2016)
- Miss Virginia, regia di R.J. Daniel Hanna (2019)
- Invaders from Proxima B, regia di Ward Roberts (2023)

### Televisione
- The Beast – serie TV, episodio 1x13 (2009)
- The Forgotten – serie TV, episodio 1x07 (2009)
- Law & Order: LA – serie TV, episodio 1x02 (2010)
- The Cape – serie TV, episodio 1x10 (2011)
- NCIS - Unità anticrimine (NCIS) – serie TV, episodio 9x08 (2011)
- Scandal – serie TV, 8 episodi (2012-2014)
- The Fosters – serie TV, episodio 1x09 (2013)
- Castle – serie TV, episodio 6x16 (2014)
- Parks and Recreation – serie TV, episodio 6x16 (2014)
- Hawaii Five-0 – serie TV, episodio 4x18 (2014)
- Futurestates – serie TV, episodio 5x01 (2014)
- Rizzoli & Isles – serie TV, episodio 5x11 (2014)
- Omicidio in Messico - La storia di Beresford (The Bruce Beresford-Redman Story), regia di Mark Gantt – film TV (2015)
- Criminal Minds – serie TV, episodio 11x02 (2015)
- Grey's Anatomy – serie TV, 20 episodi (2015-2016)
- Maggie – serie TV, 2 episodi (2017)
- The Good Doctor – serie TV, episodio 1x05 (2017)
- Here and Now - Una famiglia americana (Here and Now) – serie TV, episodio 1x02 (2018)
- Great Performances – serie TV, episodio 45x21 (2018)
- The Haunting – serie TV, 8 episodi (2018)
- SEAL Team – serie TV, 4 episodi (2018-2019)
- Proven Innocent – serie TV, episodio 1x11 (2019)
- Animal Kingdom – serie TV, episodio 4x07 (2019)
- The Rookie – serie TV, episodio 2x04 (2019)
- Truth Be Told – serie TV, episodio 1x06 (2019)
- Helstrom – serie TV, 2 episodi (2020)
- Midnight Mass – serie TV, 7 episodi (2021)
- The Midnight Club – serie TV, 10 episodi (2022)
- Minx – serie TV, episodio 2x02 (2023)
- The Morning Show – serie TV, episodio 3x06 (2023)
- La caduta della casa degli Usher (The Fall of the House of Usher), regia di Mike Flanagan e Michael Fimognari – miniserie TV (2023)
- Creepshow – serie TV, episodio 4x01 (2023)
- The Pitt – serie TV, 7 episodi (2025)

### Cortometraggi
- Love You, Mama, regia di Alexandra Magistro (2003)
- No Shoulder, regia di Suzi Yoonessi (2005)
- Plus One, regia di Adrian Selkowitz e Jared Varava (2009)
- Do You Have a Cat?, regia di Jason Sax (2013)
- Cat Killer, regia di Jeff Dorer (2016)
- I'm Not Here, regia di Matt McGee (2017)
- Pappy Hour, regia di Nell Teare (2019)
- Good Daughter, regia di Rachel Annette Helson (2023)

## Riconoscimenti
- Catalina Film Festival
  - 2023 – Candidatura alla miglior attrice per Good Daughter
- Online Film & Television Association
  - 2022 – Candidatura alla miglior attrice di supporto in una miniserie o film televisivo per Midnight Mass
- International Online Cinema Awards
  - 2022 – Candidatura alla miglior attrice di supporto in una miniserie o film televisivo per Midnight Mass
- Critics' Choice Super Awards
  - 2022 – Candidatura alla miglior attrice in una serie horror per Midnight Mass
  - 2022 – Candidatura al miglior cattivo per Midnight Mass
- Pena de Prata
  - 2021 – Candidatura alla miglior attrice di supporto in una miniserie o serie antologica per Midnight Mass

## Doppiatrici italiane
Nelle versioni in italiano delle opere in cui ha recitato, Samantha Sloyan è stata doppiata da:
- Francesca Fiorentini[4] in Midnight Mass[5], La caduta della casa degli Usher[6]
- Emanuela D'Amico[7] in Il terrore del silenzio
- Emanuela Damasio[8] in Castle[9]
- Micaela Incitti[10] in Grey's Anatomy[11]
- Loretta Di Pisa[12] in The Haunting[13]
- Federica De Bortoli[14] in The Midnight Club[15]